# 米南佳保人
米南佳保人也稱「米南人」或「巴東人」（Padang），是印度尼西亞西蘇門答臘省高地的原住民。他們的文化是母系繼嗣，財產與土地是由母親傳給女兒，然而宗教與政治事務由男性掌理（即使某些女性也在這些領域扮演重要角色）。如今有四百萬人居住在西蘇門答臘省，有其他三百萬人散居在印度尼西亞與馬來半島的許多都市與城鎮之中。
米南人具有堅定的伊斯蘭教信仰，但依然依循著他們族群的傳統，或稱「習慣法」。米南人的「習慣法」源自於伊斯蘭教來到此地之前的泛靈論信仰，而且這種信仰依然殘存於某些穆斯林之中。伊斯蘭教與「習慣法」之間的關係，被描寫在這段諺語中：「傳統習慣法立基於伊斯蘭教法，伊斯蘭教法立基於可蘭經」（adat basandi syara', syara' basandi Kitabullah）。
根据传说，米南佳保人的祖先来自云南，公元前500年迁移到苏门答腊岛。他們在西蘇門答臘的故土，曾在1821年到1837年間發生信仰習慣法的派系與回教改革派（Padri）之間的巴德里戰爭。

“米南加保”这一名字有着特别的含义。在当地语言里，“米南（Minang）”意为“胜利”，而“加保（kabau）”则意为“水牛”。据传，在古代，米南加保人与邻族发生领土纠纷，众人建议双方各挑一头水牛，让它们相互搏斗，哪个民族的水牛被咬死，哪个民族就算输了。
为了获胜，邻族的首领挑选了一头身强力壮的母牛，而米南加保人则选了一头小水牛，并在小牛的犄角上绑上刀片。两牛上场对阵时，小牛仔见到母牛，直奔过去找奶吃。母牛毫无防备，被小牛犄角上锋利的刀刃戳进了肚子，当即倒地而亡。这样，小水牛为米南加保族赢得了胜利。从此，米南加保族名便流传至今。如今米南加保地区还分布着一些屋顶状如牛角的房屋，称为RumahGadang（意为“大房子”），体现着上古的那段传说。

## 引用文獻
1. ↑  Leo Suryadinata; Evi Nurvidya Arifin; Aris Ananta. . Institute of Southeast Asian Studies. 2003. ISBN 9812302123.
2. ↑  . Joshua Project.   [22 January 2015]. （原始内容存档于22 January 2016）.
3. ↑  Blackwood, Evelyn. . Rowman & Littlefield. 2000. ISBN 0847699110.
4. ↑  张慧中. . paper.people.com.cn. 人民日报海外版. 2018-08-26  [2018-10-31]. （原始内容存档于2018-11-01）. 相传公元前500年，他们的祖先从中国云南省启程，经中南半岛、越马六甲海峡逐渐迁徙到苏门答腊岛西部的这片土地，看中了此地的丰富水源、肥沃土壤、凉爽气候以及丰富的矿产资源，在此定居。

## 外部連結
- On Culture's Loom
- The Carvers of Bukittinggi